# Пинаска
Пина̀ска (на италиански и на пиемонтски: Pinasca; на окситански: Pinascha, Пинаша) е малък град и община в Метрополен град Торино, регион Пиемонт, Северна Италия. Разположен е на 560 m надморска височина. Към 1 януари 2020 г. населението на общината е 2918 души, от които 120 са чужди граждани.